# Гагенмейстери
Гагенмейстери (пол. Hagenmeister, рос. Гагенмейстеры) — дворянський рід.

## Походження
Рід належить до ліфляндського лицарства відомого з 1624 року. Першим відомим представником був капітан Російських імператорських військ Генрих Йоахим Гагенместер, який постановою Сейму 1768 року отримав нобілітацію.

## Опис герба
В розсіченому щиті в червоному полі срібні ножиці для стрижки овець кінцями вверх, ліве поле шестикратно пересічено на срібло і зелень.
В нашоломнику два срібних орлиних крила; на кожному по три зелені бруски. Намет з правої сторони щита зелений, а з лівої червоний, обидва зі срібним підбоєм. Герб Гаген (використовують: Гагенместери) внесений в Частину II Гербовника дворянських родів Царства Польського, стр. 123.

## Схема роду
- Еудард Гагенмейстер — урядовець в Варшаві, власник маєтку в Варшавській губернії ∞ Анна-Марія Томсон гербу Равич (*? — †?)[1][2]
  - Микола Едуардович[a] — військовий урядовець
    - Володимир Миколайович[b] (*1887 — †1938) ∞ Зоя Федорівна Фоболєва ∞ Варвара Корецька — український педагог
      - Ольга Володимирівна Корецька-Гагенместер (*1927) — кераміст-технолог. У 1971 році домоглася реабілітації батька і стала популяризатором його пам'яті[3][4], член УГТ[5] ∞ Георгій Ерн[6]